# Эфиопия на летних Олимпийских играх 1964
На Олимпийских играх 1964 года эфиопские спортсмены выступали в 3 видах спорта: лёгкая атлетика, бокс и велоспорт.

## Золото
| Золото |                |                                    |
| #      | Спортсмен (-ы) | Вид спорта (дисциплина)            |
| 1      | Абебе Бикила   | Лёгкая атлетика, мужчины. Марафон. |

## Спортсмены
- Бекеле Алему — бокс. В весовой категории до 71 кг в 1/16 финала раздельным решением судей проиграл Курту Маттссону из Финляндии — 1:4[1].